# 美藤啓文
美藤 啓文（みとう さとふみ、1956年9月11日 - ）は、毎日放送（MBS）の元アナウンサー。2016年9月30日の定年退職後も、翌10月1日から2021年9月30日まで、同局の「シニアスタッフ（嘱託社員）」としてアナウンサーとしての活動を続けていた。

## 来歴・人物
長野県長野市生まれ（本籍は兵庫県）だが、鐘紡に勤めていた実父の転勤で、小学生時代には日本各地で5回もの転校を経験していた。小学6年時の2学期から兵庫県内に定住すると、県内の西宮市にある関西学院大学へ進学。大学時代には、話し方を学ぶ目的で、2年時から生田教室でアナウンス技術の研鑽を積んでいた。生田教室では久本雅美と顔見知りで、入学当初はアナウンサーより舞台俳優を志していたという。ちなみに、NHK大津放送局から毎日放送へ1991年に移籍した田丸一男（2019年の定年退職を経て2020年からオフィスキイワード所属のナレーター・フリーアナウンサーへ転身）とは、「誕生日や出身大学が同じ」「生田教室のOB」「スポーツ実況の経験者」といった共通点がある。
大学卒業後の1980年に、アナウンサーとして毎日放送へ入社。同期入社のアナウンサーに、鎌田正明（後に報道部の記者を経て退社、現在は「中沢彰吾」名義でも活動する作家）がいた。
毎日放送への入社後は、MBSラジオでのスポーツ番組の実況を中心に活躍。春の選抜高校野球、プロ野球中継、競馬中継の実況ではよく絶叫する（ここぞという場面で声量が急に上がる）ことで知られる。
選抜高等学校野球のテレビ中継では、1994年の第66回大会1回戦・金沢対江の川で、金沢の投手・中野真博が（夏の選手権を含めた）甲子園球場での高校野球全国大会史上2度目の完全試合を達成したシーンを実況（ラジオ中継では赤木誠が実況を担当）。2004年の第76回大会でも、ダルビッシュ有が東北の投手として熊本工との1回戦でノーヒットノーランを達成したシーンを伝えた。また、ラジオの競馬中継では、2005年の菊花賞でディープインパクトが三冠を達成したシーンを実況している。
地上波での全国ネット番組では、阪神・淡路大震災の発災（1995年1月17日）直後に、神戸市内の自宅で被災しながら『JNN報道特集』（TBS制作のTBS系列向け報道番組）で被災地からの取材リポートを担当。自社制作・TBS系列全国ネットのテレビ番組『となりのマエストロ』では、2010年1月31日放送分の「タカMAX」に“実況マエストロ”としてVTRで出演した。
スポーツアナウンサーの先輩でもある結城哲郎が関連会社のGAORAへ出向した2011年6月以降も、毎日放送の現役最年長アナウンサーとして、主にスポーツ中継へ出演してきた。2016年の誕生日で毎日放送の定年（60歳）に達したため、同年9月30日付で定年退職。テレビでは同日放送の「JNNニュース」（『ひるおび!』11時台の関西ローカルニュース）、ラジオでは「ネットワークTODAY」（『上泉雄一のええなぁ!』内）への出演を最後に、毎日放送アナウンサーとしての活動を終了した。ちなみに、「ネットワークTODAY」の担当直後には、美藤の絶叫実況を知るリスナーからのメッセージを後輩アナウンサーの上泉雄一が紹介。上泉から労いの言葉を掛けられながら、36年6ヶ月にわたる毎日放送でのアナウンサー生活に区切りを付けた。
2016年10月1日からは、毎日放送のアナウンサー室を離れる一方で、「シニアスタッフ」（スポーツ中継専任の嘱託アナウンサー）として同局のラジオ制作センターへ在籍。定年退職前に続いて『GOGO競馬サンデー!』（MBSラジオの競馬中継）などの競馬関連番組へ出演するほか、テニスのATPツアーや、選抜高等学校野球大会のテレビ中継（いずれも関連会社のGAORAで放送）でも実況を担当している。毎日放送のアナウンサーが、アナウンス室の一員として定年を迎えたことを機に、「シニアスタッフ」としてアナウンサーの活動を続ける事例は美藤が初めてである。ただし、嘱託契約の期間が2021年9月30日で満了するため、選抜高校野球中継では同年の第93回大会で実況を終了。競馬中継でも、2018年の秋頃から実況の頻度を減らした末に、嘱託契約期間の満了をもって降板した。
なお、「新日本放送」時代の1959年3月1日からテレビ放送事業とラジオ放送事業を兼営してきた毎日放送は、2021年4月1日付でラジオ放送事業を「株式会社MBSラジオ」へ移管することに伴って、テレビ単営局へ移行した。美藤は移管後も株式会社MBSラジオが制作・放送する番組に「MBSアナウンサー」として出演していたが、毎日放送のラジオ局が同日付の社内組織改編で廃止されたため、美藤が「シニアスタッフ」としての契約を満了するまでの所属先は不明。
関東地方出身で慶應義塾大学を卒業した父親の影響で、同大学出身の水原茂が監督を務めていた中日ドラゴンズのファン（局内では、名古屋市出身の亀井希生も中日ファン）。選手では、小川健太郎を応援していたという。その一方で、毎日放送への入社当時にアナウンサーとして同局と専属契約を結んでいた河本俊美（現在はセイ・タレントプロダクション所属のフリーアナウンサー）と、入社後に結婚している。

## 現在の出演番組
毎日放送のシニアスタッフ時代には、以下の番組へ出演するかたわら、（自身が過去に担当した分を含めて）競馬中継の実況を収録した音源のアーカイブ化業務に携わっていた。

### テレビ
- スポーツ中継（GAORA）
  - テニスのATPツアーや、選抜高等学校野球大会を中心に実況を担当。
  - 新型コロナウイルスへの感染が拡大している影響で第92回選抜高等学校野球大会が中止された2020年には、8月中旬の2020年甲子園高校野球交流試合（同大会への出場が決まっていた全32校による招待試合）で、インターネット向けのライブ配信向けに実況を1試合のみ担当した[5]。例年この時期に開催される全国高等学校野球選手権本大会では朝日放送グループがテレビ・ラジオとも全試合を中継しているため、日本高等学校野球連盟の主催による夏の高校野球公式戦中継で実況することは、毎日放送の正社員時代を含めても初めてである。更に翌年の2021年7月には選手権徳島大会で地元のケーブルテレビ局制作の中継でも実況した（2022年以降も継続）[6]。

## 過去の出演番組

### 毎日放送アナウンサー時代
- スポーツ中継（プロ野球[7]、選抜高校野球[8]、陸上、アメフトなど）
- MBS NEWS（不定期、プロ野球シーズン中でも担当）

#### ラジオ
- ラジオマガジン
- ウィニングラン!
- 競馬モーニング!
- ノムラでノムラだ♪ EXトラ!
  - 『MBSタイガースライブ』の前座コーナー「ノムラでノムラだ♪EXトラモード」にのみ出演。「ノムラでノムラだ♪～withタイガース～」に改称した2012年からは、後輩のスポーツアナウンサーと交互に、同コーナーの進行キャスター「生トラキャスター」も兼務していた。
- おとなの駄菓子屋（2016年6月19日放送分にてゲスト出演）
- MBSニュース（不定期、プロ野球シーズン中でも担当）

以下の番組には、シニアスタッフへの移行後も出演。
- GOGO競馬サンデー!
- GOGO競馬サタデー!（ラジオ関西で放送）
- ありがとう浜村淳です土曜日です（コーナー内の架空競馬実況）

### 毎日放送シニアスタッフ時代

#### ラジオ
- MBSヨル隊「ナジャ・グランディーバのレツゴーフライデー」（2019年1月11日）
  - 「ナジャジャジャーナル」コーナーにキャスターとして出演。
- 次は〜新福島! 第2章=めばえ=（2019年1月17日）
  - 後輩アナウンサー・福島暢啓の「パイセン」（先輩）として、「ラジオ博愛主義! パイセンがやってきた!」（20時台）にゲストで出演。
- あどりぶラヂオ
  - 「毎日放送の元・アナウンサーでラジオ局所属のシニアスタッフ」という肩書で、2020年1月16日放送分からパーソナリティを随時担当。担当回では、競馬中継での名場面を収めたアーカイブ音源を、リスナーからのリクエストを交えながら流している。